# 한국고등교육재단
한국고등교육재단( 韓國高等敎育財團, The Korean Foundation for Advanced Studies)은 우수한 학자를 양성하여 학문발전에 기여하기 위하여 1974년에 설립한 비영리 공익법인이다.해외유학 장학제도, 대학원 장학제도, 대학특별 장학제도, 한학연수 장학제도등을 매년 시행하고 있다.

## 해외유학 장학제도
해외유학 장학생에게는 학비, 생활비, 보험료를 포함한 전액 장학금이 지원된다. 단, 유학 대학으로부터 장학금을 지원받는 경우에는 학비나 생활비 또는 연구지원비만이 지원되는 부분장학금이 장학생에게 지급된다.
선발은 매년 8월에 한다. 선발 분야는 사회과학분야, 순수자연과학분야, 정보통신분야로 제한된다. 선발 대상은 대한민국 국민인 자, 만 28세 이하인 자로서, 학부 4학년 재학 중, 혹은 대학원 재학 중인 학생이다.